# 蒙普扬
蒙普扬（法語：Montpouillan，法語發音：[mɔ̃pujɑ̃]）是法国洛特-加龙省的一个市镇，位于该省西部偏北，属于马尔芒德区。

## 地理
蒙普扬（44°28'4"N, 0°6'18"E）面积12.07 平方千米，位于法国新阿基坦大区洛特-加龍省，该省份为法国西南部内陆省份，北起多爾多涅省，西接吉倫特省和朗德省，南至热尔省，东临塔恩-加龙省和洛特省。
与蒙普扬接壤的市镇（或旧市镇、城区）包括：戈雅克、科屈蒙、加龙河畔富尔克、盖兰、马尔瑟吕、马尔芒德、萨马藏。
蒙普扬的时区为UTC+01:00、UTC+02:00（夏令时）。

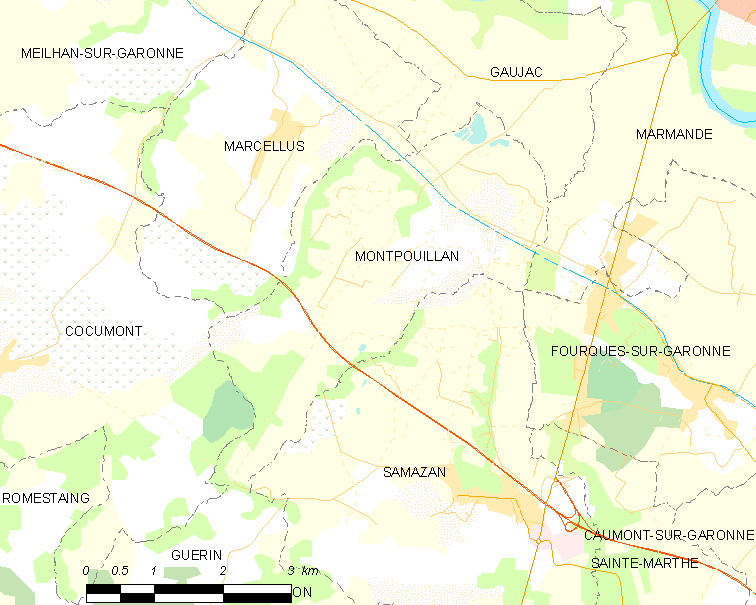
蒙普扬的OSM定位图

## 行政
蒙普扬的邮政编码为47200，INSEE市镇编码为47191。

## 政治
蒙普扬所属的省级选区为马尔芒德第一县。

## 交通
法国国家A62号高速公路经过境内但未设出入口，洛特-加龙省省道D143线经过境内。

## 人口

1962-2008年间蒙普扬人口变化图示

蒙普扬于2022年1月1日时的人口数量为817人。